# Antonio Arrabal
Antonio Arrabal (Barcelona, 1981) és un cuiner espanyol, conegut principalment per la seva participació en el programa de televisió Top Chef. Pertany a la Comunitat de Cuiners Sostenibles d'Hermaneus. Actualment és el cap de cuina de l'hotel Abba Burgos.
Tot i que va néixer a Barcelona el 1981, Antonio Arrabal marxà a viure a Saragossa als dos mesos de vida, on passà la seva infància. L'any 1997 entrà a l'Escola d'Hosteleria TOPI de la capital aragonesa, d'on sortí dos anys després com a cuiner. Després d'un període de formació que el portà a treballar a Menorca, Mallorca i Alacant, el 2002 aconseguí el càrrec de Cap de cuina de l'hotel Abba Burgos. L'any 2012 fou escollit millor cuiner aragonès de l'any. L'any 2013, Antonio Arrabal participà en la primera edició del concurs televisiu Top Chef, presentat i jutjat pels cuiners Alberto Chicote, Susi Díaz i Ángel León. Arrabal aconseguí classificar-se per la final, on fou derrotat per la cuinera valenciana Begoña Rodrigo, quedant així en segona posició.

## Premis
El següent llistat es pot consultar al blog oficial d'Antonio Arrabal.
- Segon classificat a Top Chef (2013)
- Primer classificat al Campionat Nacional de Cuina amb All Morat Las Pedroñeras (2012).
- Medalla de plata amb l'equip espanyol a la Nestlé Culinary Cup a Santo Domingo (2012).
- Primer classificat al Campionat la Crème Unilever (2012).
- Menció al Millor Cuiner Aragonès (2012).
- Primer classificat en Tapa més Creativa amb Formatge a Madrid Fusión (2011).
- Menció al Millor Jove Cuiner Aragonès (2010).
- Primer classificat Campionat d'Aragó de Cuina Lorenzo Azin (2009).